# Henryk Sawoniak
Henryk Sawoniak (ur. 12 kwietnia 1912 w Warszawie, zm. 30 stycznia 2003 tamże) – polski ekonomista, bibliotekarz, bibliograf, autor publikacji słownikowych i bibliograficznych z zakresu bibliotekoznawstwa i informacji naukowej.

## Życiorys
Urodził się w Warszawie w rodzinie urzędniczej. Ukończył Państwowe Gimnazjum Humanistyczne im. A. Mickiewicza w Warszawie. W 1935 r. ukończył Szkołę Podchorążych Rezerwy Piechoty w Grodnie w stopniu kaprala podchorążego piechoty. We wrześniu 1939 wzięty do niewoli, wywieziony został do ZSRR. W listopadzie 1939 r. jako jeniec wojenny osadzony w stalagu pod Norymbergą. Wyzwolony przez wojska brytyjskie przedostał się do Francji. Zarejestrowany w Polskich Siłach Zbrojnych w Paryżu znalazł się w obozie dla polskich oficerów – jeńców wojennych w La Courtine, gdzie uczył w gimnazjum i liceum polskim. W 1947 r. wrócił do Polski.
Miał córkę Marię Witt, współautorkę publikacji International bibliography of bibliographies in library and information science and related fields i New international dictionary of acronyms in library and information science and related fields.
Pochowany na cmentarzu Powązkowskim (kwatera 331a-1-1).

## Kariera zawodowa
W latach 1930–1934 studiował w Szkole Głównej Handlowej w Warszawie, gdzie odbył praktykę w Bibliotece SGH (1935-1936). W latach 1936–1938 pracował jako księgowy i kierownik w Biurze Zarządu Głównego Zrzeszenia Pracowników Państwowych Banku Rolnego. Od 1938 do września 1939 r. był zatrudniony w Funduszu Kultury Narodowej przy Urzędzie Rady Ministrów. W 1947 r. otrzymał etat w filii Biblioteki Szkoły Głównej Handlowej w Łodzi, gdzie pracował do końca 1950. W 1949 r. uzyskał stopień magistra nauk ekonomicznych. W 1951 r. został zatrudniony w Instytucie Bibliograficznym Biblioteki Narodowej w Warszawie, początkowo jako kierownik Pracowni Centralnie Drukowanych Kart Katalogowych, następnie jako kierownik Pracowni Dokumentacji Księgoznawczej. W latach 1955–1972 był kierownikiem Zakładu Teorii i Organizacji Bibliografii. W 1972 r. podjął pracę w Bibliotece Uniwersytetu Warszawskiego na stanowisku starszego kustosza dyplomowanego w Oddziale Prac Naukowych. W 1977 r. przeszedł na emeryturę, kontynuując pracę naukową w zakresie bibliografii i klasyfikacji dokumentów.

## Kariera i dorobek naukowy
W 1966 r. na podstawie dorobku naukowego, organizacyjnego i dydaktycznego otrzymał tytuł bibliotekarza dyplomowanego (mimo braku formalnego wykształcenia bibliotekarskiego).
W 1970 r. uzyskał stopień doktora nauk humanistycznych na Wydziale Historycznym Uniwersytetu Warszawskiego na podstawie rozprawy pt. Rozwój i metodyka powszechnych i narodowych bibliografii bibliografii.
W latach 1975–1978 pracował jako nauczyciel akademicki na stanowisku docenta w Zakładzie Bibliotekoznawstwa i Informacji Naukowej Uniwersytetu Śląskiego.
Głównym obszarem jego zainteresowań była bibliografia. Był autorem ponad 100 publikacji z zakresu metodyki bibliografii, klasyfikacji dokumentów, organizacji. Pierwsze publikacje dotyczyły klasyfikacji biblioteczno-bibliograficznej opracowania rzeczowego dokumentów. Był współautorem tablic „Uniwersalna Klasyfikacja Dziesiętna (UKD)” dla bibliografii narodowej i bibliotek publicznych
Brał udział w pracach nad Słownikiem tematów dla bibliografii i katalogów w układzie przedmiotowy. Współtworzył i redagował roczniki bieżące „Bibliografii Bibliografii i Nauki o Książce” oraz kwartalnik „Przegląd Piśmiennictwa o Książce”, kontynuowany jako „Bibliografia Analityczna Bibliotekoznawstwa i Informacji Naukowej. Piśmiennictwo zagraniczne” (kwartalny dodatek do „Przeglądu Bibliotecznego”), którego był redaktorem przez prawie 20 lat.
Przygotował do druku i uzupełnił Bibliografię bibliografii polskich do 1950 r. Samodzielnie opracował jej kontynuację Bibliografia bibliografii polskich 1951-1960.
Był współautorem bieżącej i retrospektywnej bibliografii z zakresu nauk ekonomicznych. Zajmował się terminologią bibliotekarską i informacyjną. Był autorem ok. 70 haseł w Encyklopedii wiedzy o książce oraz ok. 25 haseł w Encyklopedii współczesnego bibliotekarstwa polskiego. Uzupełniał tematy w tzw. słowniku wileńsko-warszawskim opracowanym przez Adama Łysakowskiego.
Redagował działy Bibliotekarstwo, Bibliotekoznawstwo, Bibliografia, Edytorstwo w Słowniku terminologicznym informacji naukowej.
Uczestniczył w pracach Komisji Normalizacyjnej (przez pewien czas jej przewodniczył), był autorem kilku norm.
Brał udział w konferencjach polskich i międzynarodowych. Współorganizował dwie ogólnokrajowe narady bibliografów (1956, 1966).

## Ważniejsze publikacje
- Bibliografia bibliografij polskich: do 1950 roku / Wiktor Hahn, oprac. H. Sawoniak. Wrocław, 1966
- Bibliografia: poradnik metodyki bibliograficznej dla autorów bibliografii specjalnych: praca zbiorowa. Pod red. H. Hleb-Koszańskiej, M. Dembowskiej i H. Sawoniaka. Warszawa, 1960
- Biblioteki współczesne, bibliografia, informacja naukowa / H. Sawoniak ; wyboru dokonali i wstępem poprzedzili A. W. Jarosz i Z. Żmigrodzki. Katowice, 1995
- H. Sawoniak: Klasyfikacja i katalog rzeczowy. Warszawa, 1961
- H. Sawoniak: Międzynarodowa bibliografia bibliografii z zakresu informacji naukowej, bibliotekoznawstwa i dziedzin pokrewnych 1945-1978. Wrocław, 1985
- H. Sawoniak: Międzynarodowy słownik akronimów z zakresu informacji naukowej, bibliotekoznawstwa i dziedzin pokrewnych. Warszawa, 1976
- H. Sawoniak: Rozwój i metodyka powszechnych i narodowych bibliografii bibliografii. Warszawa, 1971
- H. Sawoniak, M. Witt: International bibliography of bibliographies in library and information science and related fields. Vol. 1-2. München, 1999, 2003
- H. Sawoniak, M. Witt: New international dictionary of acronyms in library and information science and related fields. München, 1988, 1992, 1994
- H. Sawoniak: Bibliografia bibliografii polskich 1951-1960. Wrocław, 1967
- H. Sawoniak: Klasyfikacja i katalog rzeczowy. Warszawa, 1957
- Metodyka bibliograficzna: poradnik dla autorów bibliografii specjalnych: praca zbiorowa. Pod red. H. Hleb-Koszańskiej, M. Dembowskiej i H. Sawoniaka. Warszawa, 1963

Normy
- PN-56/N-01155 Przepisy bibliograficzne. Skrócony opis bibliograficzny
- PN-62/N-01153 Przepisy bibliograficzne. Kompozycja wydawnicza i typograficzna bibliografii w układzie działowym lub systematycznym
- PN-62/N-01168 Przepisy bibliograficzne. Streszczenie autorskie artykułu
- PN-76/N-01153 Kompozycja wydawnicza i typograficzna bibliografii specjalnych w układzie działowym lub systematycznym
- PN-76/N-01220 Informatory o bibliotekach i ośrodkach informacji[2].

## Odznaczenia, nagrody
- Złoty Krzyż Zasługi (1969)
- Krzyż Kawalerski Orderu Odrodzenia Polski (1975)
- Odznaka „Zasłużony Działacz Kultury” (1966)
- Honorowa Odznaka Stowarzyszenia Bibliotekarzy Polskich (1976)
- Nagroda Naukowa Stowarzyszenia Bibliotekarzy Polskich im. A. Łysakowskiego (1985)[1]